# Italo Nolli
Italo Jorge Nolli Olivan (Santiago, 27 de mayo de 1942-Santiago, 23 de marzo de 2011) fue un empresario chileno de ascendencia italiana, activo en el tráfico de armas y venta de cables de cobre robados. Su experiencia como mercenario en la Guerra de Vietnam encendió una fascinación por las armas de fuego, la cual tendría un papel decisivo en los sucesos de marzo de 2011.
El 23 de marzo de 2011, al verse acorralado por dos detectives de la Policía de Investigaciones de Chile (PDI), reaccionó disparándoles a ambos, quienes perdieron la vida inmediatamente. Tras el enfrentamiento, Nolli se dirigió a su residencia a abastecerse de armamento, tras lo cual recorrió Santiago en un vehículo motorizado, disparando a varios agentes de policía antes de ser abatido por un disparo.
A raíz de sus acciones y su temeraria actitud, Nolli ganó varios apodos póstumamente, el más famoso de ellos, el «Rambo chileno».

## Biografía
Fue hijo de la chilena Hilda María Olivan Catalán y el inmigrante italiano Italo Nolli Melloni. Su padre nació en Piamonte en 1912 y llegó a Chile en 1933 para trabajar como dueño de una fábrica de cecinas, escapándose del régimen del dictador fascista Benito Mussolini.

### Juventud (1942-1955)
La familia residió en la calle Seminario, en Providencia (la cual, más tarde, ganaría notoriedad en la prensa chilena por su asociación a María del Pilar Pérez), y más tarde Nolli pasó tiempo entre La Florida, La Cisterna y Santiago Centro. 
Su padre fue descrito como un hombre «castigador, frío y déspota», una actitud que él replicaría en sus años más tardes. Por su parte, Hilda Olivan fue reconocida como una mujer insensible. Nolli sufrió de complicaciones relacionadas al nacimiento, sufriendo daño neurológico por no respirar al nacer. Además, fue víctima de maltrato infantil por parte de su padre, por lo cual el comenzó a rebelarse contra su figura de autoridad paterna. 
En su juventud, leyó los libros La Ilíada y Adiós al séptimo de línea, lo cual incentivó su amor de las armas.

### Adolescencia (1955-1962)
Formó su educación en el Colegio Hispano Americano, con buenas notas. En los últimos de su educación, se declaró públicamente ateo. Entrenó su cuerpo durante su adolescencia, levantando pesas en la casa familiar, llegando a ser admirado por las mujeres que lo rodeaban.[cita requerida] En esta época, Nolli le confesó a su familia que quería ingresar en la Escuela Militar para ser un soldado, un deseo que fue prohibido por su padre.
Durante los años 1960, el padre de Nolli tuvo una dura discusión con su hija en el negocio de cecinas familiar, lo cual provocó que una mujer ajena a la familia la golpeara, acción que no fue intervenida por su padre. Tras llamar a su casa para acusar la agresión, Italo Nolli apareció en el local y se abalanzó sobre su padre, golpeándolo con puños y pies hasta dejarlo seminconsciente. Cuando su padre pudo hacer foco en su agresor, su hijo (según un testigo) lo insultó: «viejo cobarde, la próxima vez que te metas con mi madre o con mis hermanas, yo mismo, escucha, te mataré».

### Primer matrimonio (1962-1965)
Más tarde, comenzó a trabajar en la confección de artefactos de cuero, lo cuales vendía a varias boutiques para ganar dinero. Dado al buen pasar económico familiar, típicamente se iban a Viña del Mar y Quintero para las vacaciones. En ambos lugares, el notoriamente congregaba la atracción de las mujeres. De acuerdo a la familia de la local Katrina Jadué Chahuán:

[Katrina] era la mujer más linda de la zona. Qué mujer era ella, si todos los hombres la admiraban por su belleza y su físico. Pero llegó Italo, que tenía una pintaza. Katrina lo vio y la atracción fue inmediata.

Tras caer en un romance, Nolli contrajo matrimonio con Jadué el año 1963, con más de cien invitados a la boda. Aun así, el replicó el comportamiento abusivo y autoritario de su padre. «No la dejaba salir de su casa, la golpeaba, llegó a perder un hijo; ella le tenía terror y su vida con él fue un infierno», según dice su hermana, Magaly Jadue (madre del político Daniel Jadue). A cambio, los familiares de Nolli afirman que no hubo golpes, pero sí hubo una vida atormentada entre los cónyuges, producto de las sucesivas infidelidades de la mujer. Se separaron después de dos años.

### Primeras actividades ilícitas y segundo matrimonio (1965-1996)
Necesitando dinero, supuestamente pasó un tiempo viviendo con familiares en Filadelfia para poder integrarse al boom económico estadounidense de la época. De acuerdo a Interpol, si es que pasó tiempo ahí, lo hizo bajo manera ilícita. Mientras estaba en Estados Unidos, un familiar le regaló una arma automática. De acuerdo a su hijo, Aníbal Nolli Farías, Italo Nolli se llevó esta arma con el a Vietnam para convertirse en mercenario durante la Guerra de Vietnam, donde típicamente le sacaba los dientes de oro a fallecidos en el combate para reunir suficiente dinero para volverse a América.
El 24 de julio de 1984, contrajo matrimonio en segundas nupcias con María Gloria Farías López (n. 1958), con quien tuvo tres hijos. De acuerdo a sus hijos, repitió su conducta abusiva con su segunda esposa y sus propios hijos. Cuando uno de sus hijos, Aníbal, le reveló a su padre que era un homosexual, Nolli le respondió:

Tú debes estudiar mucho, tener una excelente profesión, tener mucho dinero y, de esa forma, vas a ser un gay. Si no, vas a ser un maricón en esta sociedad.

De acuerdo al mismo Aníbal, fallecido en 2024, Nolli sufría de un trastorno bipolar que pasó sin tratamiento, ni siquiera durante su tiempo encarcelado.
En 1987, falsamente declaró que su esposa estaba muerta para reclamar dos seguros de vida (uno chileno, de seis millones de pesos, y uno estadounidense, de cien mil dólares) mientras ella andaba en una vacación en Villarrica, hasta falsificando un funeral en el Cementerio General de Santiago, dando la excusa de que ella había muerto de una enfermedad altamente contagiosa, por lo cual no podría abrirse su ataúd. Tras ser delatado por su propia esposa, la policía chilena lo detuvo por el crimen de fraude y examino sus pertenencias, entre las cuales encontraron un impresionante arsenal de armas ilícitas. El Sexto juzgado del Crimen de San Miguel lo procesó y Nolli fue condenado a 200 días de presidio menor por la estafa y a diez años por almacenamiento ilegal de armas de fuego. Durante su tiempo en prisión, fue compañero de Mario Santander Infante, uno de los inculpados del asesinato de Alice Meyer. Su esposa lo visitó regularmente hasta que fuera liberado en los años 1990.

### Tráfico de bienes ilícitos (1996-2011)
Tras esto, Italo Nolli regresó a la vida civil y desarrolló al negocio de la comercialización de chatarra, entre ella cables de cobre robados. Durante esta época, estafó a varias personas con cheque sin fondos. En el abril de 1996, fue detenido nuevamente por una de estas estafas.
Ítalo Nolli tuvo seis hijos en total: Tres con su segunda esposa Gloria Farías, y tres con una pareja posterior, Mercedes Vallade. Su padre, Italo, falleció en 1999, causa de una enfermedad pulmonar. Su madre, Hilda, falleció en 2005.
Entre sus clientes más comunes estaba Luis Rodríguez Maluenda, el dueño y administrador de la empresa Goycolea, dedicada a comprar y vender chatarra. Sólo en el período 2010-11, Goycolea le vendió alcanzaron alrededor de 2259 toneladas de cobre a la empresa Madeco Mills. En ese mismo periodo, Nolli y sus socios evadieron más de mil cuatrocientos millones de pesos chilenos (lo cual equivale a casi dos mil trecientos millones de pesos en 2023) y en total movieron más de ocho mil millones de pesos (más de trece millones en 2023), según cálculos de la fiscalía. Hasta hoy en día, no se sabe mucho de donde se fue esa fortuna.
Para esconder su estilo de vida ilícita, vivió en un apartamento arrendado ubicado en Avenida Ricardo Cumming 442 con pocos lujos junto a su última pareja, Mercedes Vallade, quien lo describió como un hombre «duro, pero con sentimientos muy fuertes, preocupándose de otras personas».

## Enfrentamiento con la Policía de Investigaciones
En la mañana del 23 de marzo de 2011, a las 10 de la mañana, Nolli fue a entregar un cargamento cables de cobres robados a Madeco Mills en la calle Cueto 895, ubicada en el Barrio La Divisa de la comuna de San Bernardo, acompañado de su pareja.
Mientras salía de esta comuna, fue detenido por un vehículo de la Policía de Investigaciones (PDI) de Chile. De ahí, bajaron dos de los cuatro agentes dentro del auto: Marcelo Cristián Morales Cortés (n. 1973 en Santiago, ingresado en 1995) y Karim Ximena Gallardo Siñiga (n. 1983 en Talca, ingresada en 2001). Tras detener a Nolli, intentaron someterlo a un control de autoridad. Nolli se negó y respondió disparándoles diecisiete veces, matando a Morales al instante con dieciséis de esas balas. Cuando Gallardo intentó escaparse a su vehículo institucional, Nolli le disparó trece veces más, con diez de esas balas terminando en su espalda, también terminando con su vida. De ahí, se acercó a su chofer asociado, Raúl Campos, y al hijo de éste, Ulises Campos, les pasó una boleta de sus negocios y les informó que se salieran del sector lo antes posible.

## Fuga y persecución por Santiago
Según Pablo Rodríguez, Nolli llegó pocos minutos después del tiroteo a su oficina, diciendo que «unos sicarios que se hicieron pasar por PDI» habían intentado asesinarlo, culpando a Alejandro Hernández, de la empresa Socorex Spa, como el quien los contrató. Rodríguez no le creyó y le advirtió a Nolli que había efectivamente asesinado a dos miembros de la PDI, tras lo cual él se dirigió a su residencia en Santiago Centro.
Italo Nolli salió rumbo a su departamento, de donde recogió:
- tres pistolas Glock de 40
- dos Taurus, una de 9 mm y otra .357 Magnum
- una Norinco de 9 mm
- 16 cargadores y 885 cartuchos

A su pareja, quien vio lo que pasó en La Divisa desde el asiento del copiloto, le ordenó que preparara un bolso con una muda de ropa, agua mineral y varias pertenencias personales. Tras guardarlo todo, Nolli partió en su camioneta, solo. Según Vallade, era un caso de suicidio por policía (cuando un individuo decide que su vida no tiene valor si va a ser encarcelado y prefiere provocar a un policía para que lo mate antes de ser capturado): 

Estaba alterado: de hecho, dijo que iba a morir disparando, y así fue.

Esto fue confirmado por su hijo Aníbal Nolli, quien he dicho que su padre había mostrado tendencias suicidas desde los años 1990, durante su primera encarcelación, amenazando con asesinar a los que los detuvieran para provocar una respuesta letal de parte de la policía.

Sentía que lo más dignificante, de acuerdo a su mente, era morir allí. Él no iba a volver a la cárcel.

Durante la hora de almuerzo, Nolli fue visto por la comuna de Santiago Centro. La comunidad santiaguina ya estaba enterada de la muerte de los detectives en San Bernardo y los cuarteles locales de Carabineros de Chile y la PDI estaban en alerta, repitiendo la descripción del pistolero prófugo que conducía una camioneta Ford 4x4, modelo F-150, color rojo, patente YV1108.
La policía logró interceptar a Nolli en la esquina de Avenida Balmaceda con General Bulnes, pero Nolli disparó a través de la ventana de la camioneta, abriéndose paso hasta llegar a la esquina de las calles Cienfuegos con Agustinas, donde se encontró rodeado de policías fuertemente armados. Nolli nunca dejó de responder en contra de la balacera, hasta que un disparo en la cabeza y otro en el tórax terminaron con su vida. Tenía más armamento sin usar dentro de su auto, junto con varios rollos de billetes de alto valor, en total seis millones de pesos.

## Resultados
En total, el enfrentamiento y persecución terminó con seis miembros de la PDI heridos:
- Subcomisario Sergio Necloux Navarrete
- Subcomisario Miguel Meléndez Lizana
- Inspector James Manríquez Durán
- Inspector Esteban Tapia Lazcano
- Detective Juan Cortez Ochoa
- Detective Gerardo Vera Solís

Meléndez y Tapia fueron heridos durante el enfrentamiento de la mañana, por lo cual fueron trasladados al Hospital de Carabineros, donde se recubrieron. En 2022, tras once años, Meléndez le concedió una entrevista a Chilevisión, donde relató su encuentro con Nolli.
Morales y Gallardo se convirtieron en los mártires número 49 y 50 de la PDI, con la detective Gallardo siendo la primera mártir femenina en la historia de la institución. Por su parte, Nolli fue sepultado en el Cementerio Católico de Santiago en una tumba secreta.

### Investigación póstuma
Nolli llevaba una chaqueta de la sastrería Cubillos con un cuaderno de notas en el bolsillo. Luego de ser descifrado por detectives, este papel reveló los detalles de su negocio, con las cantidades, pureza y peso de metal vendido, junto con el comprador y la fecha en que se había efectuado cada entrega.
Entre el material originario de la bodega de Nolli, la Compañía General de Electricidad identificó 340 kilos de su cobre, mientras que Chilectra reconoció otros 300 kilos.
De acuerdo a Hernán Trujillo, un vendedor de chatarra que conoció personalmente a Nolli, tanto Carabineros como la PDI tenían asociaciones corruptas con Nolli:

Nolli tenía una cadena de mafia, con su gente. [...] Nolli es un tipo de derecha, amarrado con los tiras, los pacos, llevaba once años con órdenes de detención y nunca lo detuvieron.

En 2012, un asociado español de Nolli, José Luis Fernández Pérez, fue detenido en la Región Metropolitana.

## Referencias culturales

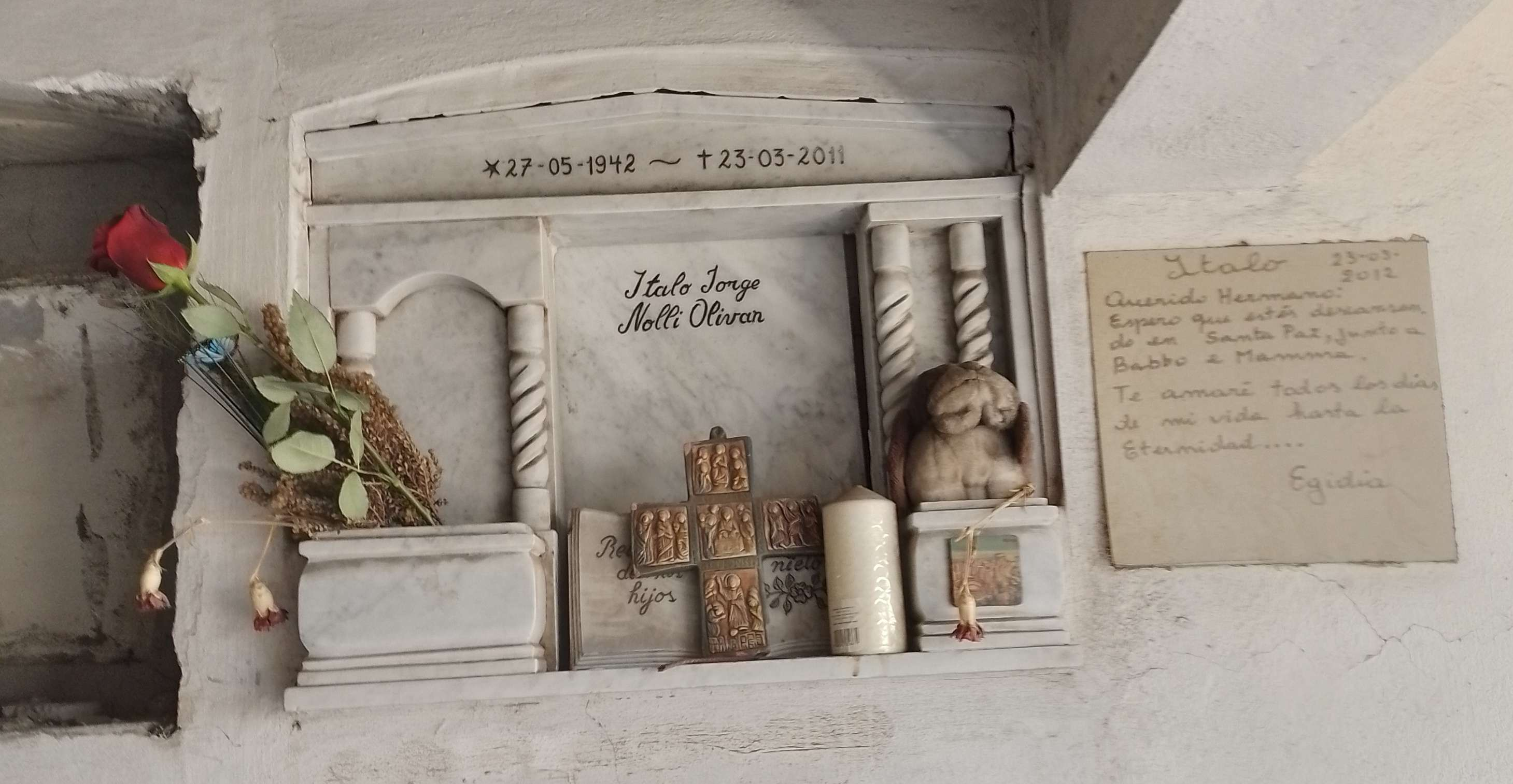
Sepultura de Ítalo Nolli, ubicada en el Cementerio Católico de Santiago.